# 芭蕾舞裙

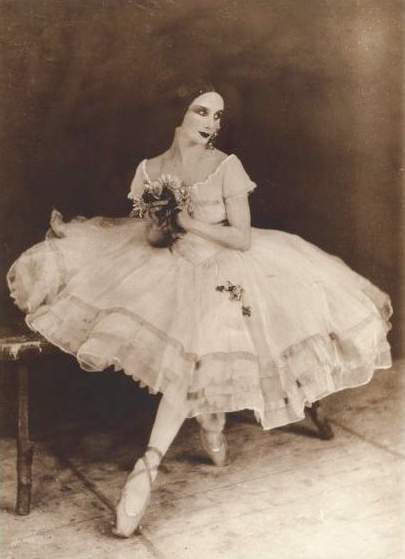
芭蕾舞裙

芭蕾舞裙是在進行古典芭蕾時穿著的連衣裙，通常帶有束腹。材料可能是絲綢、薄紗、紗布或尼龍，現代芭蕾舞短裙有兩種基本款式，分為較短的鐘形和長至小腿或腳踝的長裙。